# Causa legittima di prelazione
Le cause legittime di prelazione danno, nel diritto civile italiano, la possibilità a certi creditori di avere priorità rispetto ad altri riguardo alla soddisfazione del proprio credito.
Esse sono l'ipoteca, il pegno e il privilegio, derivato da specifiche situazioni dedotte dal giudice quali ad esempio il mancato pagamento di un bene darà privilegio al venditore sulla vendita all'asta di tale bene.
Esiste una gerarchia tra cause che varia a seconda del bene: nei beni mobili viene favorito il pegno rispetto al privilegio mentre negli immobili il privilegio viene considerato superiore all'ipoteca.
La ratio di tale norma è che taluni debiti godono di una maggiore importanza sociale e culturale rispetto ad altri e che meritano quindi una considerazione maggiore da parte della legge.